# Кайл Дейк
Кайл Дуглас Дейк (англ. Kyle Douglas Dake; нар. 25 лютого 1991, Ітака, штат Нью-Йорк) — американський борець вільного стилю, дворазовий бронзовий призер Олімпійських ігор, чотиразовий чемпіон світу, володар Кубку світу.

## Життєпис
Виступає за борцівські клуби «New York RTC» та «Titan Mercury». Тренери — Корі Куперман, Роб Коль. Перший борець, що виграв чотири титули Національної асоціації студентського спорту (NCAA) в чотирьох різних вагових категоріях.
У 2013 році закінчив Корнелльський університет.

## Спортивні результати на міжнародних змаганнях

### Виступи на Олімпіадах
| Змагання                    | Збірна | Вагова категорія          | Місце  |
| --------------------------- | ------ | ------------------------- | ------ |
| Літні Олімпійські ігри 2020 | США    | вільна боротьба, до 74 кг | Бронза |
| Літні Олімпійські ігри 2024 | США    | вільна боротьба, до 74 кг | Бронза |

### Виступи на Чемпіонатах світу
| Змагання                        | Збірна | Вагова категорія          | Місце  |
| ------------------------------- | ------ | ------------------------- | ------ |
| Чемпіонат світу з боротьби 2018 | США    | вільна боротьба, до 79 кг | Золото |
| Чемпіонат світу з боротьби 2019 | США    | вільна боротьба, до 79 кг | Золото |
| Чемпіонат світу з боротьби 2021 | США    | вільна боротьба, до 74 кг | Золото |
| Чемпіонат світу з боротьби 2022 | США    | вільна боротьба, до 74 кг | Золото |
| Чемпіонат світу з боротьби 2023 | США    | вільна боротьба, до 74 кг | Срібло |

### Виступи на Кубках світу
| Змагання                    | Збірна | Вагова категорія | Місце  |
| --------------------------- | ------ | ---------------- | ------ |
| Кубок світу з боротьби 2018 | США    | команда          | Золото |

### Виступи на Панамериканських чемпіонатах
| Змагання                                   | Збірна | Вагова категорія          | Місце  |
| ------------------------------------------ | ------ | ------------------------- | ------ |
| Панамериканський чемпіонат з боротьби 2021 | США    | вільна боротьба, до 74 кг | Золото |
| Панамериканський чемпіонат з боротьби 2022 | США    | вільна боротьба, до 74 кг | Золото |
| Панамериканський чемпіонат з боротьби 2023 | США    | вільна боротьба, до 74 кг | Золото |
| Панамериканський чемпіонат з боротьби 2024 | США    | вільна боротьба, до 74 кг | Золото |

### Виступи на інших змаганнях
| Змагання                                | Збірна | Вагова категорія                 | Місце  |
| --------------------------------------- | ------ | -------------------------------- | ------ |
| Rumble on the Rails 2013                | США    | multiple Style Event, до LL74 кг | Золото |
| Золотий Гран-прі з боротьби 2013 (Баку) | США    | вільна боротьба, до 74 кг        | 5      |
| Кубок Гранми з боротьби 2014            | США    | вільна боротьба, до 74 кг        | Золото |
| Турнір Олександра Медведя 2016          | США    | вільна боротьба, до 86 кг        | 9      |
| Олімпійські випробування США 2016       | США    | вільна боротьба, до 86 кг        | Срібло |
| Гран-прі Парижа з боротьби 2017         | США    | вільна боротьба, до 74 кг        | Золото |
| Клубний чемпіонат світу з боротьби 2017 | США    | команда                          | Срібло |
| Гран-прі «Іван Яригін» 2018             | США    | вільна боротьба, до 79 кг        | Срібло |
| Beat the Streets 2018                   | США    | multiple Style Event, до LL79 кг | Золото |
| Турнір Яшара Догу 2018                  | США    | вільна боротьба, до 79 кг        | Золото |
| Гран-прі Іспанії з боротьби 2019        | США    | вільна боротьба, до 79 кг        | Золото |
| Турнір Маттео Пелліконе 2020            | США    | вільна боротьба, до 74 кг        | Золото |
| Grand Prix de France Henri Deglane 2021 | США    | вільна боротьба, до 74 кг        | Золото |

### Виступи на змаганнях молодших вікових груп
| Змагання                                      | Збірна | Вагова категорія                 | Місце |
| --------------------------------------------- | ------ | -------------------------------- | ----- |
| Чемпіонат світу з боротьби серед юніорів 2008 | США    | греко-римська боротьба, до 60 кг | 14    |